# Charles Van Beveren
Charles Van Beveren (Malinas, 6 de abril de 1809-Ámsterdam, 16 de septiembre de 1850) fue un pintor romántico flamenco que pasó gran parte de su vida en los Países Bajos.
Estudió en Malinas y Amberes. En 1828 se instaló en Ámsterdam y fue miembro de la Real Academia de Artes y Ciencias de los Países Bajos.

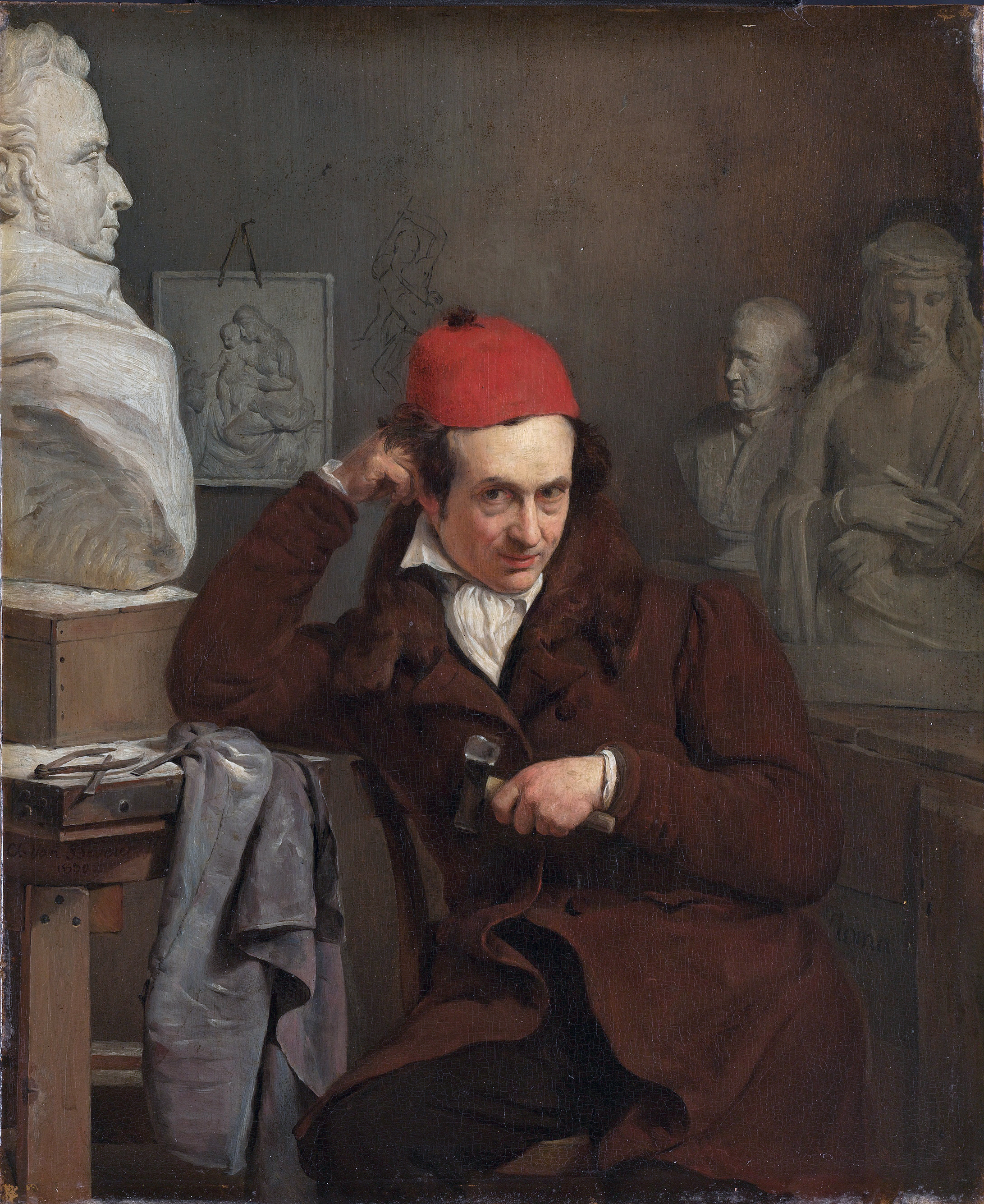
Louis Royer, 1830
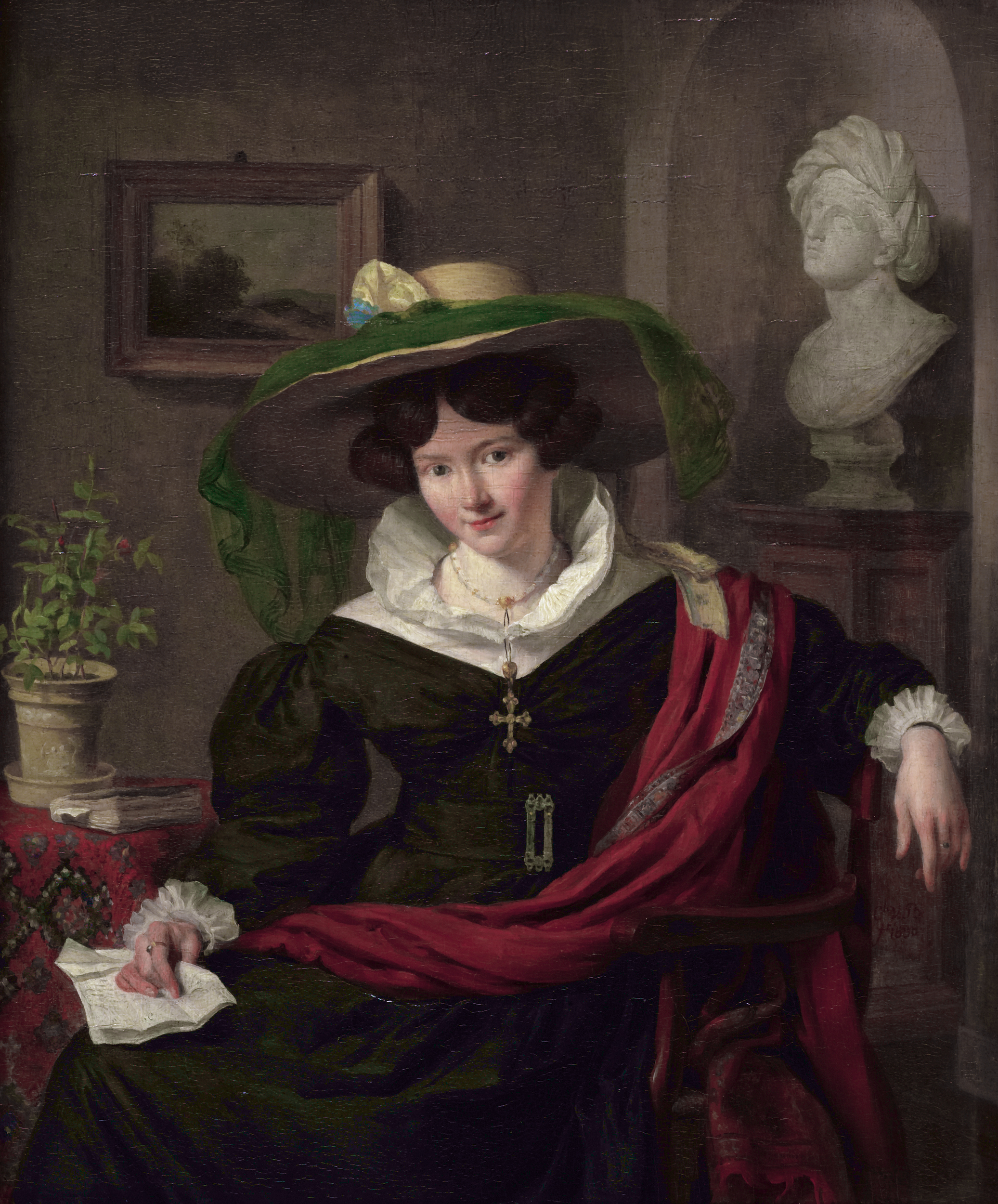
Carolina Frederic Kerst
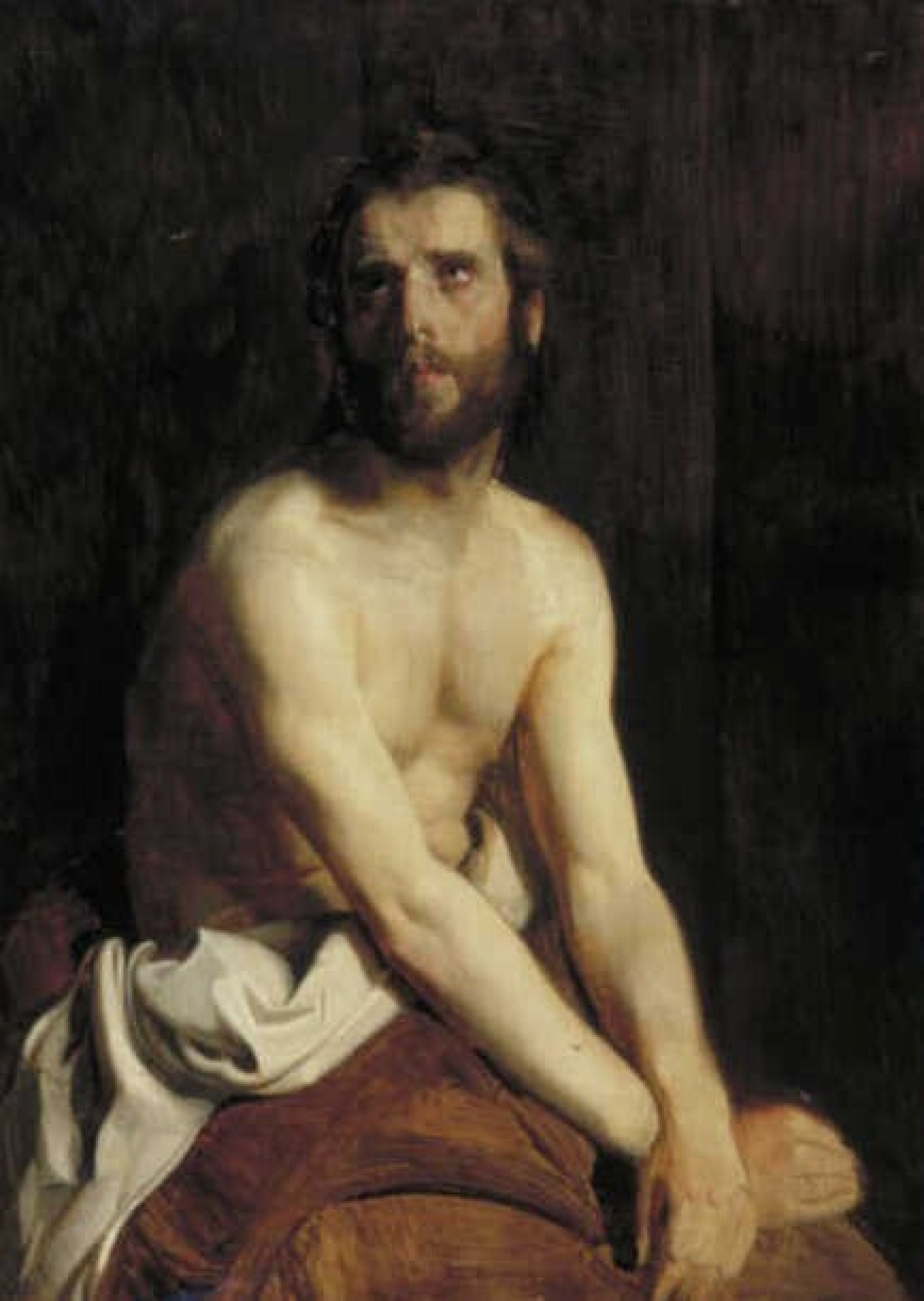
Ecce Homo
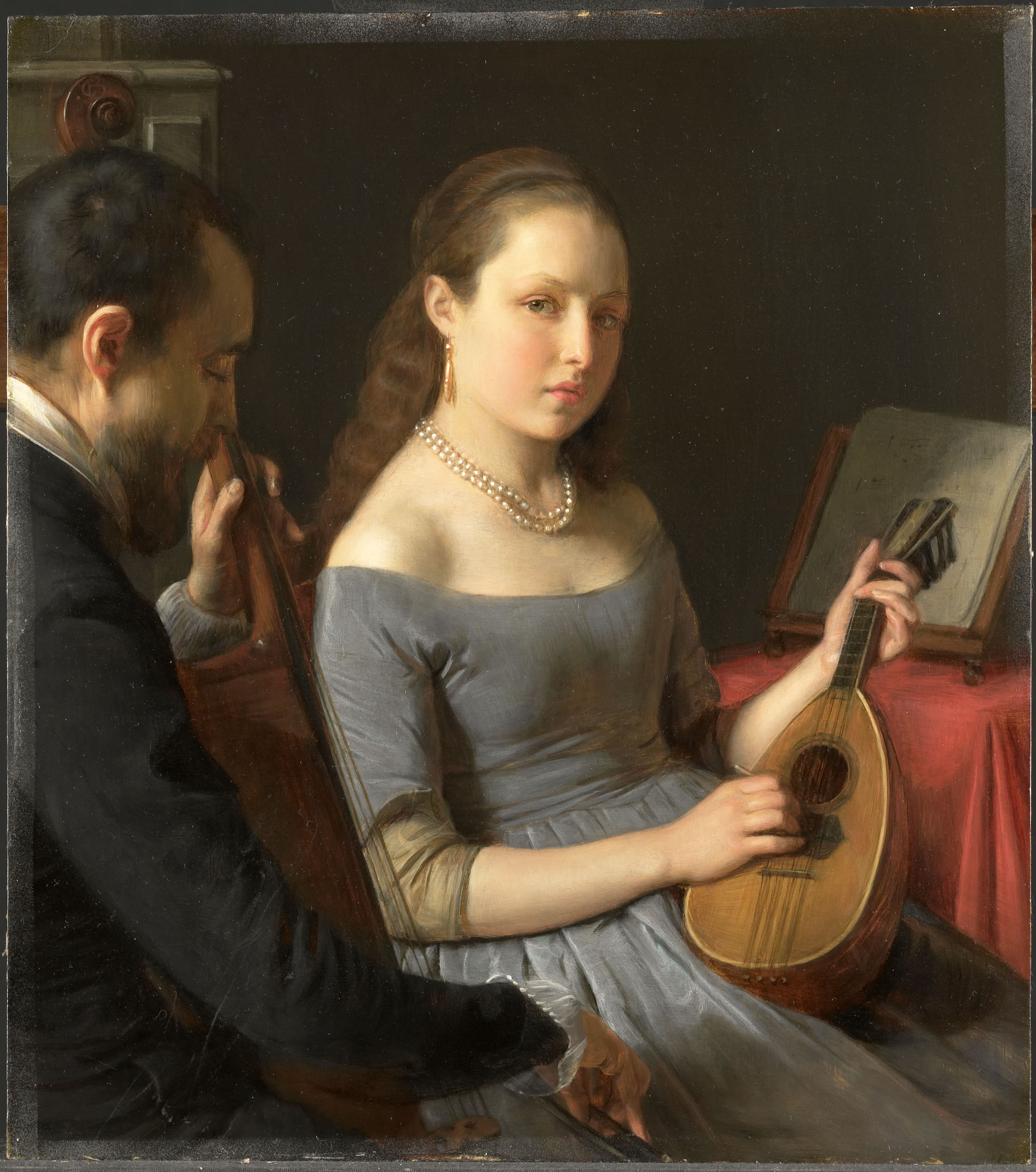
Dueto